# Штайнберг (Фогтланд)
Штайнберг (нем. Steinberg) — община в Германии, в земле Саксония. Подчиняется земельной дирекции Хемниц. Входит в состав района Фогтланд.  Население составляет 2854 человека (на 31 декабря 2010 года). Занимает площадь 20,43 км².
Коммуна подразделяется на 3 сельских округа.